# 3-Hidroksi-9,10-sekoandrosta-1,3,5(10)-trien-9,17-dion monooksigenaza
3-Hidroksi-9,10-sekoandrosta-1,3,5(10)-trien-9,17-dion monooksigenaza (EC 1.14.14.12, HsaA) je enzim sa sistematskim imenom 3-hidroksi-9,10-sekoandrosta-1,3,5(10)-trien-9,17-dion,FMNH2:kiseonik oksidoreduktaza. Ovaj enzim katalizuje sledeću hemijsku reakciju
3-hidroksi-9,10-sekoandrosta-1,3,5(10)-trien-9,17-dion + 2 + O2 {\displaystyle \rightleftharpoons } 3,4-dihidroksi-9,10-sekoandrosta-1,3,5(10)-trien-9,17-dion + 2O
Ovaj bakterijski enzim učestvuje u degradaciji nekoliko steroida, uključujući holesterol i testosteron. On koristi FADH ili FMNH2 kao flavinski kofaktor.

## Literatura
- Nicholas C. Price; Lewis Stevens (1999). Fundamentals of Enzymology: The Cell and Molecular Biology of Catalytic Proteins (Third изд.). USA: Oxford University Press. ISBN 019850229X.
- Eric J. Toone (2006). Advances in Enzymology and Related Areas of Molecular Biology, Protein Evolution (Volume 75 изд.). Wiley-Interscience. ISBN 0471205036.
- Branden C; Tooze J. Introduction to Protein Structure. New York, NY: Garland Publishing. ISBN 0-8153-2305-0.
- Irwin H. Segel. Enzyme Kinetics: Behavior and Analysis of Rapid Equilibrium and Steady-State Enzyme Systems (Book 44 изд.). Wiley Classics Library. ISBN 0471303097.
- William P. Jencks (1987). Catalysis in Chemistry and Enzymology. Dover Publications. ISBN 0486654605.

## Spoljašnje veze
- 3-hydroxy-9,10-secoandrosta-1,3,5(10)-triene-9,17-dione+monooxygenase на 